# 微波辐射计
微波辐射计（英語：microwave radiometer，缩写为“MWR”）也称为“微波辐射仪”，是一种用于测量亚毫米级到厘米级波长（频率约为1-1000GHz）的电磁波（微波）的辐射计。微波辐射仪能接收大气中的某些成分在一定频率上强烈辐射的微波，经过一定的转换方法，得到大气在垂直和水平方向上的气象要素分布，并且还可以探测到云状、云高以及目力无法观测到的晴空湍流。此仪器携带方便，可增加探空网在时间和空间上的密度，能观测到大气的连续变化，不致漏掉范围较小但变化剧烈的天气系统。
现在较常见的微波辐射仪最初是由美国物理学家罗伯特·亨利·迪克于1946年采用的。
成熟的微波辐射计技术具有单检测器变频技术和并行多检测器技术，都采用K波段和V波段的水汽和氧气通道观测反演大气的水汽和温度信息。 由于基于并行技术的微波辐射计探测速度和稳定性大大高于前者，已经成为当今微波辐射计发展的重要方向。并行技术微波辐射计的各通道带宽独立，积分时间充足的条件下可采用边界层多角度扫描捕捉到边界层1K的微小亮温变化，大大提高了边界层温度垂直分辨率。并行多通道也使得快速全天空扫描和方位-时间扫描得以实现，特别有助于监测天空快速水汽变化和云天变化。